# 제34회 미국 작가 조합상
제34회 미국 작가 조합상은 1981년 뛰어난 활동을 보인 영화 작가를 기리기 위해 1982년 3월에 열린 시상식이다. [서부]LA, 윌시어에벨 극장/[동부]뉴욕, 맥그루힐 빌딩에서 개최되었다.

## 수상 및 후보

### 각본상
- 레즈 - 워런 비티 수상
- 미스터 아더 - 스티브 고든 수상

### 각색상
- 여인의 계단 - 제랄드 에이리스 수상
- 황금 연못 - 어니스트 톰슨 수상

### 월계수상
- 폴 오스본 수상

### 발렌타인 데이비스 상
- Mort R. Lewis 수상

### 모건 콕스 상
- Brad Radnitz 수상